# Чехословацький футбольний союз
Чехословацький футбольний союз (чеськ. Československý svaz fotbalový, ČSSF) — футбольна організація, що здійснювала контроль і управління футболом в Чехословаччині.
Під егідою Чехословацького футбольного союзу проводились змагання в чемпіонаті та Кубку Чехословаччини. Союз також організовував діяльність та управління національними збірними з футболу, зокрема національною збірної Чехословаччини.

## Історія
Чехословацький футбольний союз був заснований 1919 року після створення Чехословаччини на основі Чеського футбольного союзу, що існував раніше. У 1920 роках Чехословаччина стала попереднім, а з 1923 року повноправним членом ФІФА. До союзу увійшли всі чеські, словацькі та русинські футбольні клуби. Так було до 1938 року, коли була створена Словацький футбольний союз, а Чехословацький футбольний союз повернувся до своєї початкової назви — Чеська футбольна асоціація.
Після Другої світової війни діяльність Чехословацького футбольного союзу була відновлена в 1945 році і він під назвою Чехословацька футбольна асоціація (чеськ. Československá asociace fotbalová) проіснував до 1948 року. У цей період в ній відбулося об'єднання двох національних союзів. Однак після політичних змін у Чехословаччині після лютого 1948 року і встановлення комуністичної диктатури, організаційна структура футболу в країні повністю змінилася, і футбол було включено до чехословацької сокольської громади. В результаті організація ще кілька разів змінювала назву:
- 1948—1952 — Відділ футболу Чехословацької сокольської громади (чеськ. odbor kopané Československé obce sokolské)
- 1952—1957 — Футбольна секція Державного комітету з фізичного виховання і спорту (чеськ. sekce kopané při SVTVS[2])
- 1957—1969 — Центральна футбольна секція Чехословацької асоціації фізичного виховання та спорту (чеськ. ústřední sekce kopané ČSTV[3])
- 1968—1969 — Чехословацький футбольний союз (чеськ. Československý svaz fotbalový).
- 1970—1974 — Чехословацький футбольний союз (чеськ. Československý fotbalový svaz).
- 1975—1992 — Чехословацький футбольний союз (чеськ. Československý svaz fotbalový).

Союз існував до кінця 1992 року, коли Чехословаччина припинила своє існування, після чого кожна країна створила окрему футбольну організацію — Чеськоморавський футбольний союз та Словацький футбольний союз.